# Túnel de Alcântara
El Túnel de Alcântara es un túnel ferroviario integrado en la Línea de Cintura, en Lisboa, Portugal. Tiene cerca de 550 m de extensión. Comienza pocos metros después de la estación de Alcântara-Terra (en dirección a Campolide), atravesando la pendiente naciente del Valle de Alcântara, y pasando bajo la Calle Maria Pia.

## Descripción
Este túnel fue inaugurado en 1887, integrado en la Línea del Oeste; que en aquel momento comenzaba en Alcântara-Terra, extendiéndose hasta Figueira da Foz a través de Campolide.
Actualmente es usado por los servicios de trenes suburbanos CP Urbanos de Lisboa que hacen la conexión entre Lisboa (Alcântara-Terra) y Azambuja, y por trenes de mercancías de tracción diesel en tránsito desde y para el Muelle de Alcântara.

## Alcântara II
Existió, en otros tiempos, otro túnel al norte de este y del puente sobre la Calle del Arco de Carvalhão, con cerca de 78 m de extensión, denominado Túnel de Alcântara II, cuya entrada era en el PK 1,443 y la salida en el PK 1,521.